# Alfons Hitter
Alfons Hitter (4 de junho de 1892 - 11 de março de 1968) foi um oficial alemão que serviu no Deutsches Heer durante a Segunda Guerra Mundial. Foi condecorado com a Cruz de Cavaleiro da Cruz de Ferro com Folhas de Carvalho.

## Condecorações
| Cruz de Ferro (1914) 2ª Classe                                   | 2 de setembro de 1914                            |
| Cruz de Ferro (1914) 1ª Classe                                   | 5 de fevereiro de 1916                           |
| Cruz de Honra da Guerra Mundial 1914/1918                        |                                                  |
| Cruz de Ferro (1939) 2ª Classe                                   | 13 de maio de 1940                               |
| Cruz de Ferro (1939) 1ª Classe                                   | 2 de julho de 1940                               |
| Cruz Germânica em Ouro                                           | 15 de dezembro de 1943                           |
| Cruz de Cavaleiro da Cruz de Ferro                               | 14 de dezembro de 1941                           |
| Cruz de Cavaleiro da Cruz de Ferro com Folhas de Carvalho nº 488 | 4 de junho de 1944                               |
| Mencionado duas vezes na Wehrmachtbericht                        | 19 de novembro de 1943 e 11 de fevereiro de 1944 |